# ヴィルンガ国立公園
ヴィルンガ国立公園（ヴィルンガこくりつこうえん、英語: Virunga National Park、フランス語: Parc National des Virung）は、コンゴ民主共和国の北東部の北キヴ州、ルワンダやウガンダの国境近くにある多様な動物相を誇る国立公園である。1925年創設のコンゴ民主共和国で最古の国立公園である。多様な動物相の中でも、特にマウンテンゴリラとカバの生息地として研究対象にもなっていたのだが、隣国ルワンダの内戦で発生した難民の大量流入などで環境が悪化し、混乱のなかで多数のカバやゴリラが殺された。さらに違法な木炭売買がゴリラの虐殺に拍車をかけており、2008年には公園のレンジャーによってマウンテンゴリラが虐殺される事件が発覚した。

## 地理
赤道が貫く大地溝帯のうちアルベルティーヌ溝帯に位置し、エドワード湖の近くにある。その名の通り、ヴィルンガ山地（最高峰カリシンビ山 - 標高4507メートル）からルウェンゾリ山地に伸びている区域である（ちなみにルヴェンゾリ山地ではウガンダの世界遺産であるルウェンゾリ山地国立公園と接する）。一帯にはステップ、サバナ、平野、湿地、低地および山地森林、アフリカの高山植物、氷河など多様な地形と生態系がある。木生シダ、ミゾカクシ属などの植物が生えており、マウンテンゴリラとカバのほかにヒガシローランドゴリラ、チンパンジー（ケナガチンパンジー）、ゾウ、アフリカスイギュウ、コーブ（ウガンダコーブ）、オカピ、ダイカー（Cephalophus rubidus）なども生息している。
1994年には、ヴィルンガ火山群に含まれるニーラゴンゴ山が噴火した。ほかにはニアムラギラ山もある。

## 歴史
1925年に当時ベルギー領コンゴの一部だったこの地で、マウンテンゴリラの生息地の保護を目的として、ヴィルンガ火山群の一部が国立公園に指定された。その後範囲を拡張していき、現在の国立公園になった。なお、ベルギーの植民地時代には「アルバート国立公園」といった。
1990年代以降は、国内外の政変から国立公園が存在する北キヴ州全域が、複数の反政府武装勢力の支配下になっており、レンジャーの派遣も武装勢力の一つである人民防衛国民会議（CNDP）の了解の下で行なわれるなど、公園の管理が難しい状況におかれている。
2014年4月15日、ベルギー人であるエマニュエル・ドゥ・メロード所長が、州都のゴマからリュマンガボにある自然保護協会へ移動中に襲撃を受け重傷となった。メロード所長は2014年5月22日にヴィルンガ国立公園での職務に復帰している。

## 世界遺産

### 登録基準
この世界遺産は世界遺産登録基準のうち、以下の条件を満たし、登録された（以下の基準は世界遺産センター公表の登録基準からの翻訳、引用である）。
- (7) ひときわすぐれた自然美及び美的な重要性をもつ最高の自然現象または地域を含むもの。
- (8) 地球の歴史上の主要な段階を示す顕著な見本であるもの。これには生物の記録、地形の発達における重要な地学的進行過程、重要な地形的特性、自然地理的特性などが含まれる。
- (10) 生物多様性の本来的保全にとって、もっとも重要かつ意義深い自然生息地を含んでいるもの。これには科学上または保全上の観点から、すぐれて普遍的価値を持つ絶滅の恐れのある種の生息地などが含まれる。

### 危機遺産登録
ルワンダ内戦の結果、難民が大量に流入することによって自然環境の汚染が進んだ。また、逃走してきた武装した兵士の中には、マウンテンゴリラやカバに対して暴力の矛先を向ける者たちも現れ、25000頭以上いたとされるカバのうち1万頭以上が殺されたと推測されている。マウンテンゴリラも約300頭（全世界の生息数の約半分）が生息していたが、少なからず犠牲になっている。
こうした理由から、1994年に「危機にさらされている世界遺産」（危機遺産）のリストに登録された。

## ラムサール条約
1996年1月には公園内の800km2がラムサール条約登録地となった。